# Ignacio Zaragoza (Chihuahua)
Ignacio Zaragoza é um município do estado de Chihuahua, no México.